# Кыым
«Кыым» (с якут. — «Искра») — якутская республиканская общественно-политическая еженедельная газета.
Тематика газеты — освещение общественных, культурных, политических событий в республике и федерации, аналитика и комментарии.
Газета выпускается в печатном виде на якутском языке, имеет интернет-версию.
Объём газеты «Кыым» — 48 полос; периодичность выхода — один раз в неделю, в четверг.
Формат — A3.
Учредители газеты «Кыым» — ООО "Медиагруппа «Ситим».
Главный редактор газеты «Кыым» — Гаврильев Иван Иванович. 

## История газеты
Первая газета на якутском языке называлась «Манчары», первый номер которой вышел 28 декабря 1921 года. Через два года комиссия из трёх человек — наркома внутренних дел С. Аржакова, наркома образования И. Винокурова и члена правления «Холбоса» М. Попова — решила сделать газету периодической и дать ей новое имя — «Кыым». Первыми издателями газеты были Платон Ойунский, Максим Аммосов, Анемподист Софронов.
В 1993 году после известных октябрьских событий издание было закрыто. 
В 1994 году газету стала издавать журналистка Федора Петровна Егорова, которая в редакции газеты 36 лет. Ныне выпускаемая газета "Кыым" использует название и логотип старой газеты. Стилистически и по содержанию, а так же юридически газета является молодой и самостоятельной.

## Известные сотрудники
- Васильев, Семён Митрофанович (1917—1997) — Герой Социалистического Труда.
- Никифоров, Исай Прокопьевич (1915—1976) — писатель, журналист, участник Великой Отечественной войны.